# Джетавана

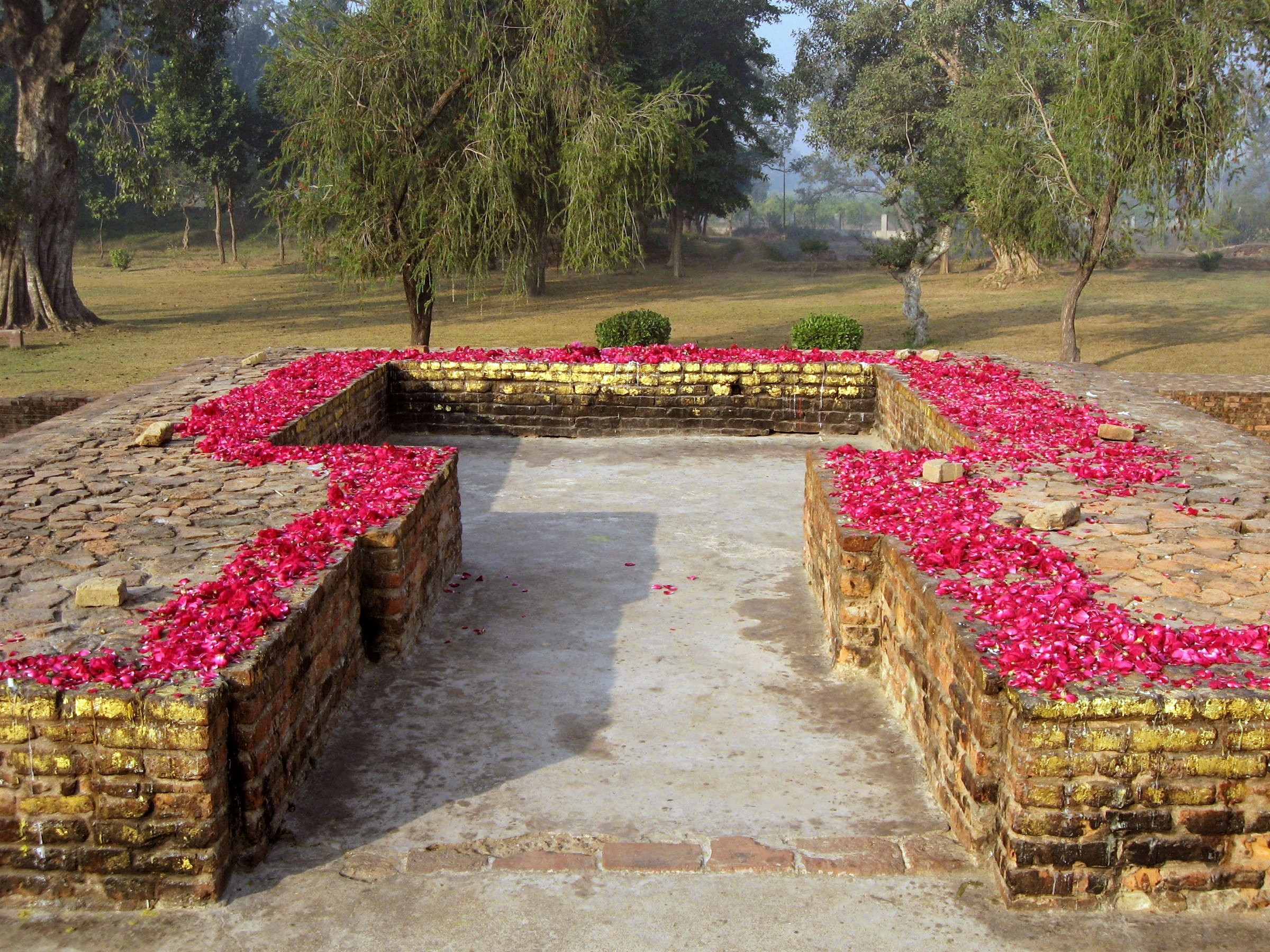
Мулагандхакути. Остатки хижины Будды в монастыре Джетавана.

Джетавана (букв. «Роща Джеты») — один из самых известных буддийских монастырей или вихар в Индии (ныне штат Уттар-Прадеш). Это была вторая вихара, подаренная Гаутаме Будде после Венуваны в Раджгире . Монастырь был подарен главным учеником-мирянином, Анатхапиндикой. Джетавана находилась недалеко от старого города Саваттхи. На Шри-Ланке была также вихара под названием Джетавана. Неоднократно упоминается  в буддийском каноне на пали.
Именно в Джетаване Будда дал большинство своих наставлений, проведя там 19 из сорока пяти своих васс, больше, чем в любом другом монастыре. 
В комментариях к "Сутта-нипате" говорится, что второй вихарой из основанных Буддой монастырей была "Мигараматусампада", возведённая в Пуббараме недалеко от Саваттхи главной мирской последовательницей (пали: упасика) Будды Висакхой. Будда жил попеременно в Джетаване и Мигараматупасаде, часто проводя день в одном, а ночь в другом месте.

## Пожертвование Джетаваны

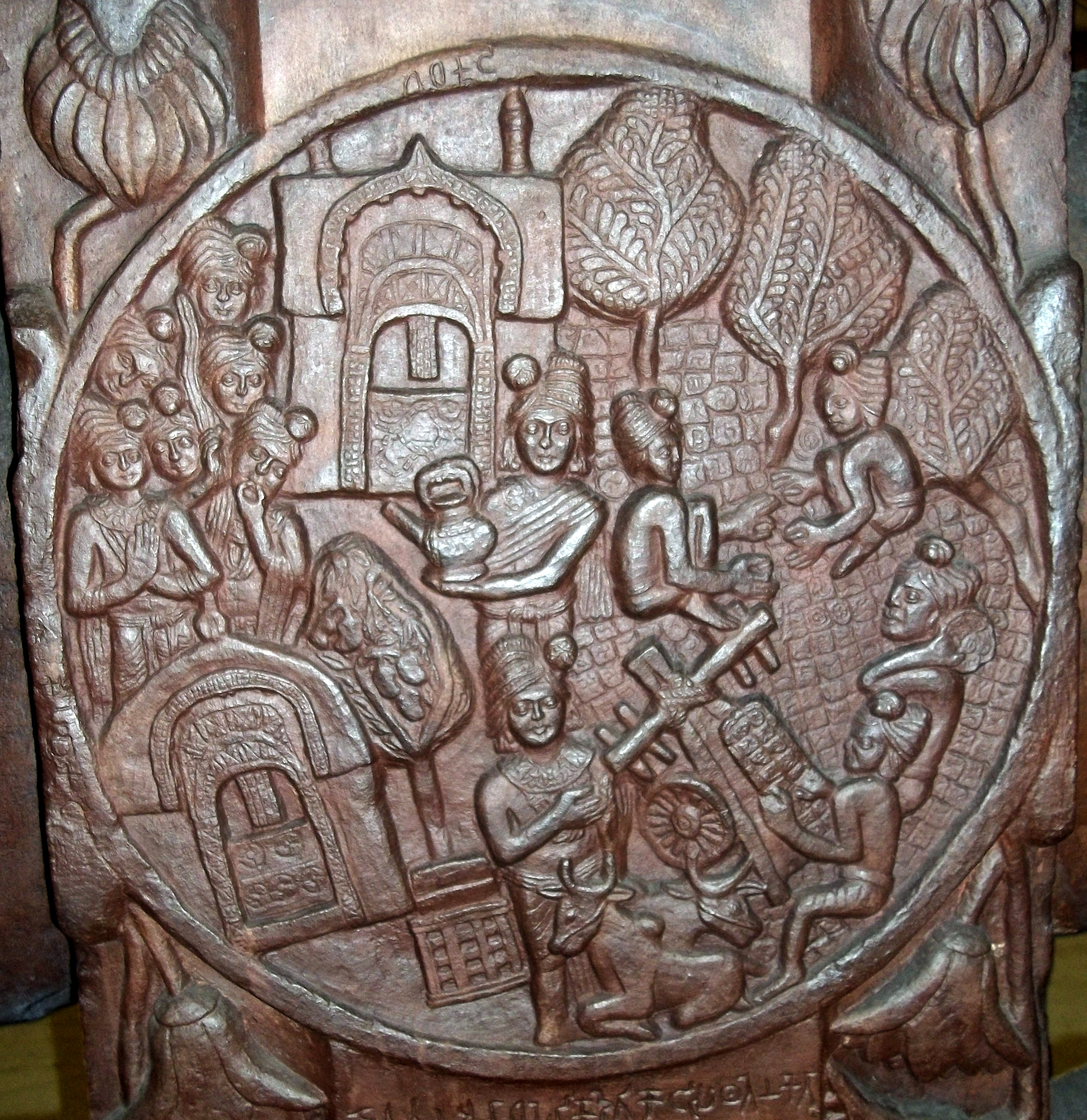
Анатхапиндика покрывает Джетавану монетами (Бхархут)

После первой встречи Анатхапиндика пригласил Будду в свой дом на трапезу, а после еды спросил, может ли он построить храм для него и его монахов в своем родном городе Саваттхи, на что Будда согласился.
Вскоре после этого Анатхапиндика вернулся в Саваттхи. В поисках места, которое было бы доступным для последователей и при этом достаточно уединённым, он наткнулся на парк, принадлежащий принцу Джете, сыну царя Пасенади из Косалы. Анатхапиндика предложил принцу купить у него парк, но тот отказался. Анатхапиндика упорствовал, тогда принц в шутку сказал, что продаст ему парк, если тот покроет его золотыми монетами, на что Анатхапиндика согласился.
Позже Анатхапиндика вернулся с телегами, нагруженными золотыми монетами. Когда принц Джета заявил, что он просто пошутил и всё ещё не хочет продавать парк, Анатхапиндика обратился к судьям, которые пришли к выводу, что принц Джета должен продать парк по указанной цене.
Привезённых денег оказалось недостаточно для покрытия одного небольшого места возле ворот. Тогда Анатхапиндика отправил своих слуг за монетами, но Джета, вдохновлённый искренностью Анатхапиндики, попросил уступить это место ему. Анатхапиндика согласился и Джета возвёл там ворота, над которыми была устроена комната. Анатхапиндика построил на участке жильё для монахов, комнаты для отдыха, кладовые и служебные залы, залы с очагами, кладовки, крытые галереи, залы для медитации, колодцы, ванные комнаты, пруды, открытые и крытые закутки.
В комментариях к Палийскому канону говорится (Папанча судани MA.i.50; комментарии к Удане UdA.56f), что Анатхапиндика заплатил за участок восемнадцать крор, которые Джета потратил на строительство подаренных ему ворот (очевидно, это было внушительное сооружение). Кроме того, Джета пожертвовал также много ценных деревьев для постройки зданий. Сам Анатхапиндика потратил на покупку парка и строительство 54 крора.
Церемония посвящения была очень пышной. В ней принял участие не только сам Анатхапиндика, но и вся его семья: его сын с пятью сотнями других молодых людей, его жена с пятью сотнями других благородных женщин, его дочери Маха Субхадда и Кула Субхадда с пятью сотнями других девушек. Кроме того, на празднике присутствовало пятьсот банкиров. Празднества в связи с посвящением длились девять месяцев.
В суттах Палийского канона вихару почти всегда называют "Джетаване Анатхапиндикасса арама" (пали Jetavane Anāthapindikassa ārāma что означает «в роще Джета, в монастыре Анатхапиндики»). В комментариях говорится, что это было сделано намеренно (по предложению самого Будды), чтобы сохранить имя как раннего, так и позднего владельца и напомнить о двух очень щедрых людях, чтобы другие могли последовать их примеру. Вихару иногда называют Джетарамой (например, в Ападане Ap.i.400).

## Описание древней Джетаваны

### Внутри Джетаваны

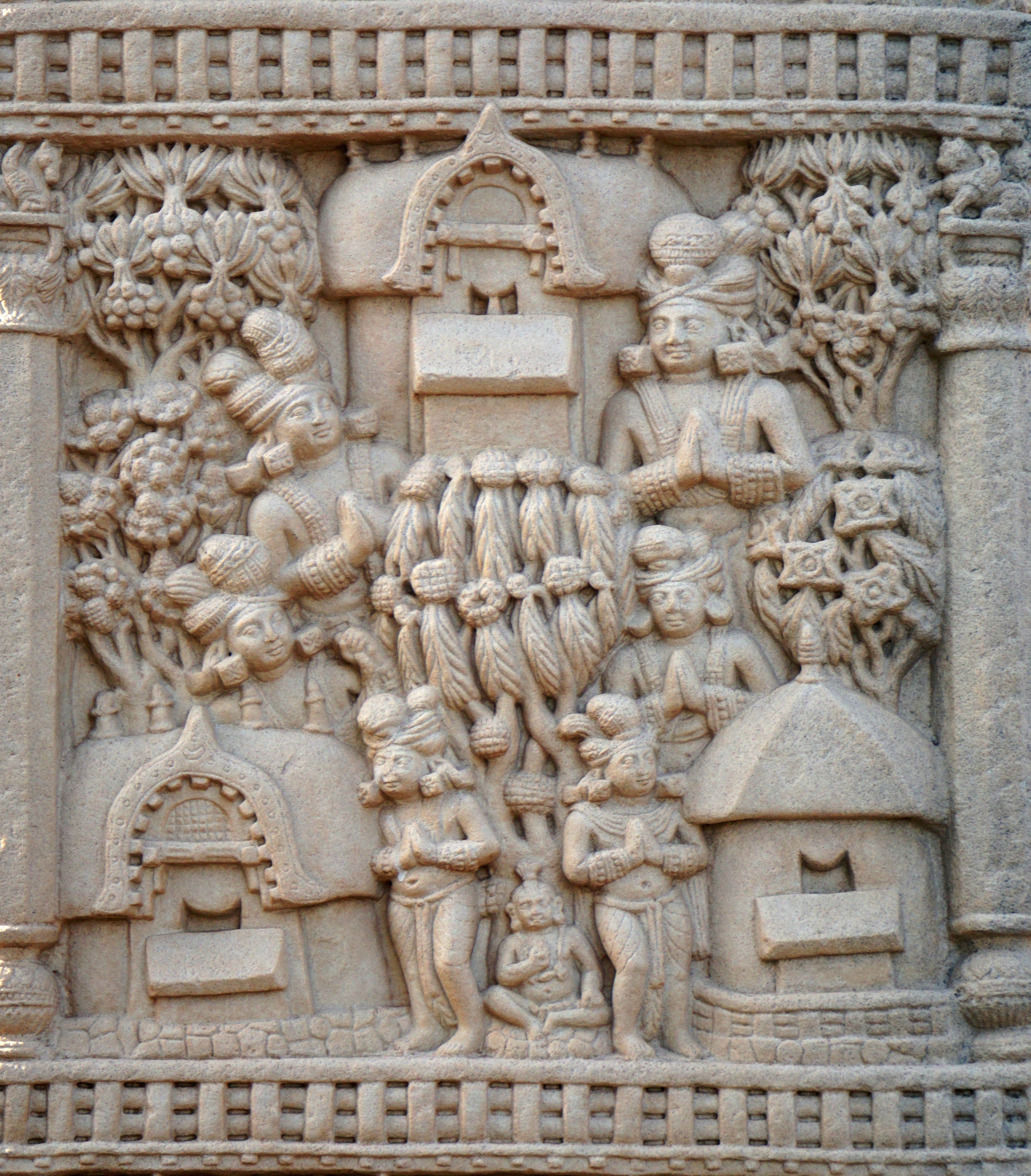
Джетавана Шравасти, показывающая три любимых жилища Будды. Санчи.

Некоторые постройки Джетаваны упоминаются в книгах под особыми названиями, а именно: Махагандхакути, Каверимандаламала, Косамбакути, Чанданамала Амбалакоттхака-асанасала. Согласно тибетским источникам, вихара была построена по плану, присланному богами (дэвами) неба Тушита, и состояла из шестидесяти больших и шестидесяти маленьких залов. "Дулва" (тибетская Виная-питака) также подробно описывает декоративную схему вихары.
Всё это было построено по указанию Анатхапиндики; Пасенади построил ещё одно большое здание, которое называлось Салалагхара. В комментариях к "Самъютта-никае" говорится, что над воротами обитало божество-хранитель, призванное не допустить проникновения на территорию монастыря злодеев (SA.i.239). Сразу за монастырем росло дерево раджаятана, где, согласно Махавамсе обитало божество Самиддхисумана. В комментариях к Дхаммападе DhA.i.41 говорится, что страж ворот звался Сумана.
Вероятно, здесь был большой пруд Джетаванапокхарани, где Будда часто купался. Считается, что именно возле этого пруда Девадатта был поглощён адом Авичи.
На территории монастыря было множество деревьев, что делало его похожим на лес (пали arañña). На окраине монастыря была манговая роща. Перед воротами росло дерево Бодхи, посаженное Анатхапиндикой, которое позже стало называться Анандабодхи. Недалеко от ворот находилась пещера, получившая известность как Капаллапувапаббхара из-за происшествия, связанного с Макчариякосией.
Согласно Дивьявадане Dvy.395f, вплоть до времён императора Ашоки на территории Джетаваны находились ступы Шарипутры и Маудгальяяны. Фасянь и монах Хуан Цанг дают описания других происшествий, связанных с Буддой, которые случились в окрестностях Джетаваны, например, убийство Сундарики, клевета на Чинчи, попытка Девадатты отравить Будду и т. д..

### Гандхакути: жилище Будды в Джетаване
Пространство между четырьмя столбами ложа в гандхакути Будды в Джетаване является одним из четырёх неизменных мест (пали avijahitatthānāni), которыми обладают все будды. Для Будды Випасси купец Пунаббасумитта построил монастырь длиной в одну лигу, а для Будды Сикхи купец Сириваддха воздвиг обитель, покрывающую три лиги. Монастырь Анатхапиндики занимал пространство площадью восемнадцать карис.
Согласно описанию Фасяня, вихара изначально состояла из семи частей, вероятно, этажей, и была заполнена всевозможными подношениями, вышитыми знамёнами, балдахинами и т. д., а светильники в ней горели от заката до рассвета.
Однажды крыса, держа во рту фитиль для лампы, подожгла знамёна и балдахины и все семь секций были полностью уничтожены. Позже вихара была перестроена в двух секциях. У неё было два главных входа: один с востока, другой с запада, и Фасянь обнаружил, что во всех местах, связанных с Буддой, воздвигнуты ступы, на каждой из которых было написано его имя.

### Рядом с Джетаваной
Рядом с Джетаваной, очевидно, находился монастырь еретиков, где Чинчаманавика вынашивал заговор против Будды.. За Джетаваной было место, где практиковали свои аскезы адживики. Однажды еретики подкупили Пасенади, чтобы тот позволил им создать поселение за Джетаваной, но Будда сорвал их планы.
Вероятно, недалеко от Джетаваны была площадка, на которой играли соседские дети, приходившие в Джетавану, чтобы попить воды. По краю территории монастыря пролегала большая дорога в Саваттхи и путешественники заходили в парк, чтобы отдохнуть и освежиться.

## Обнаружение развалин и текущее состояние
Развалины Джетаваны и Саваттхи в местных общинах назывались Сахет-Махет. Александр Каннингем использовал древние (VI век н. э.) тексты, фиксирующие рассказы китайских монахов-паломников, чтобы определить, действительно ли Сахет-Махет относится к Джетаване и Саваттхи.
В настоящее время Джетавана является историческим парком с остатками многих древних зданий, таких как монастыри, хижины (например, Гандхакути и Косамбакути) и ступы. В Джетаване также находится второе по святости дерево буддизма: дерево Анандабодхи (санскр.: "Блаженство Пробуждения"). Посещение Саваттхи и Джетаваны входит в буддийский паломнический маршрут в Северной Индии. 
Самым почитаемым местом в Джетаване является Гандхакути, где когда-то жил Будда. Джетавана расположена на 27°30′34″ с. ш. 82°02′24″ в. д. .

## Фотогалерея

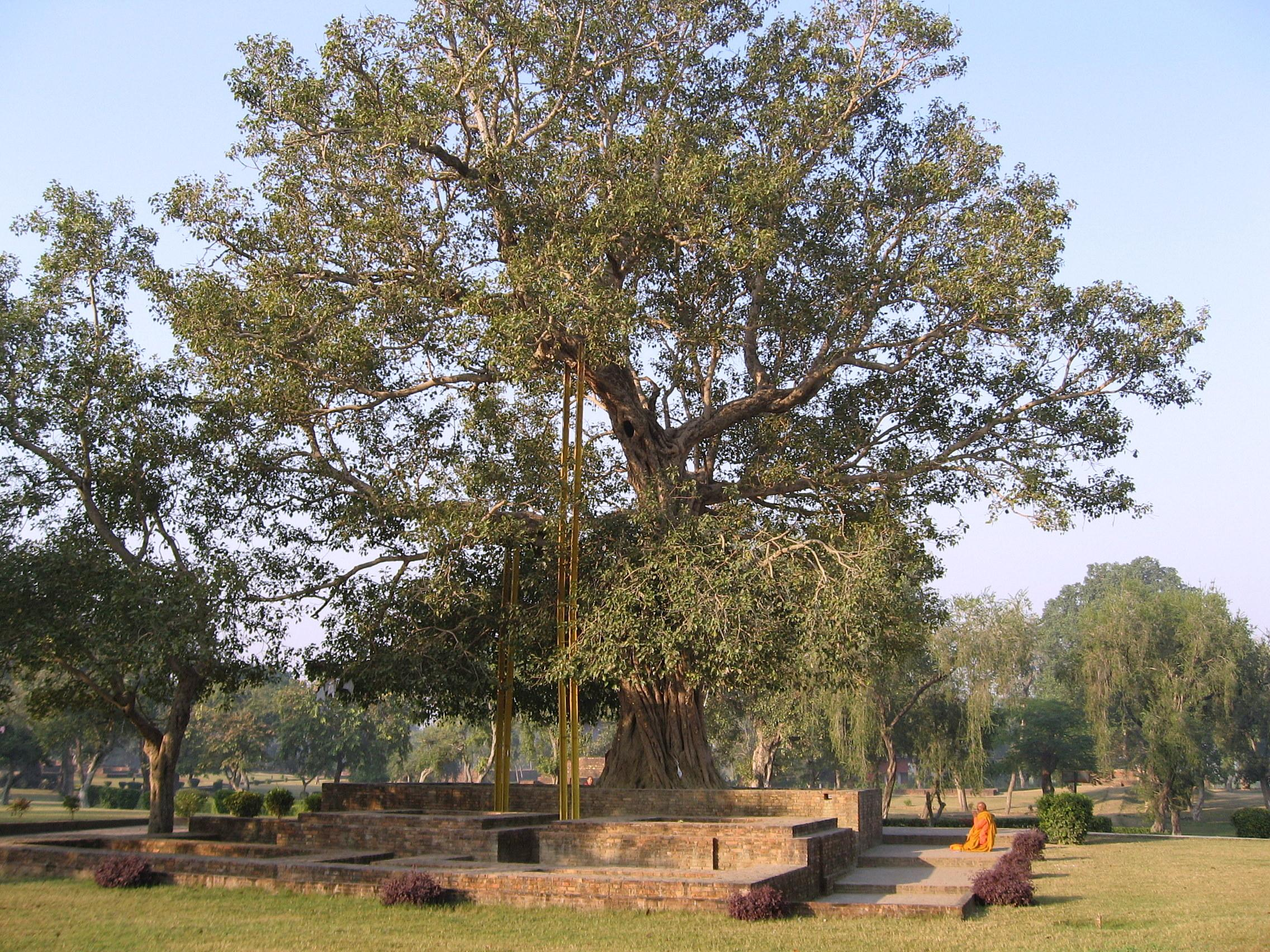
Дерево Анандабодхи в монастыре Джетавана.
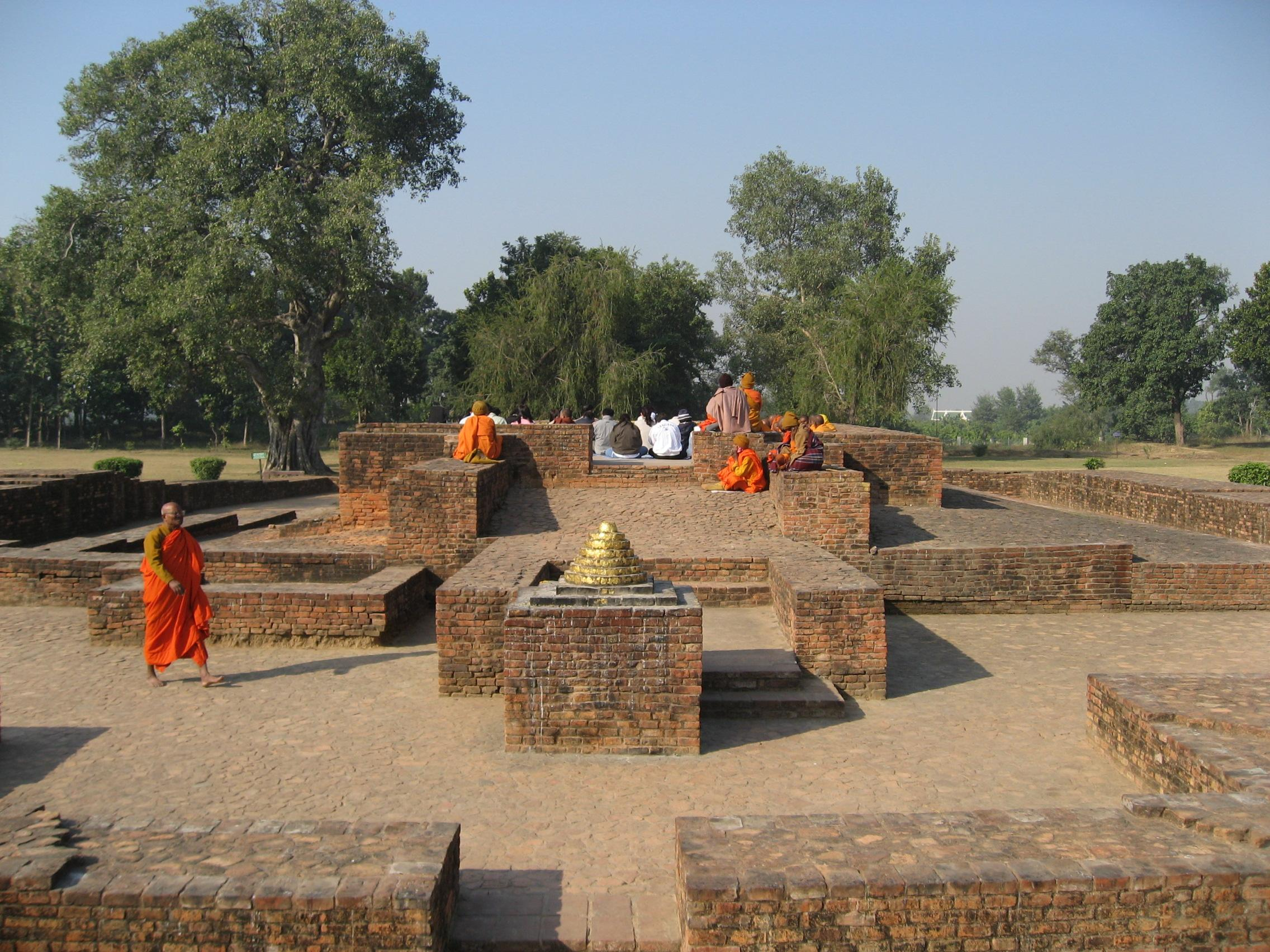
Гандхакути (хижина Будды) в Джетаване.
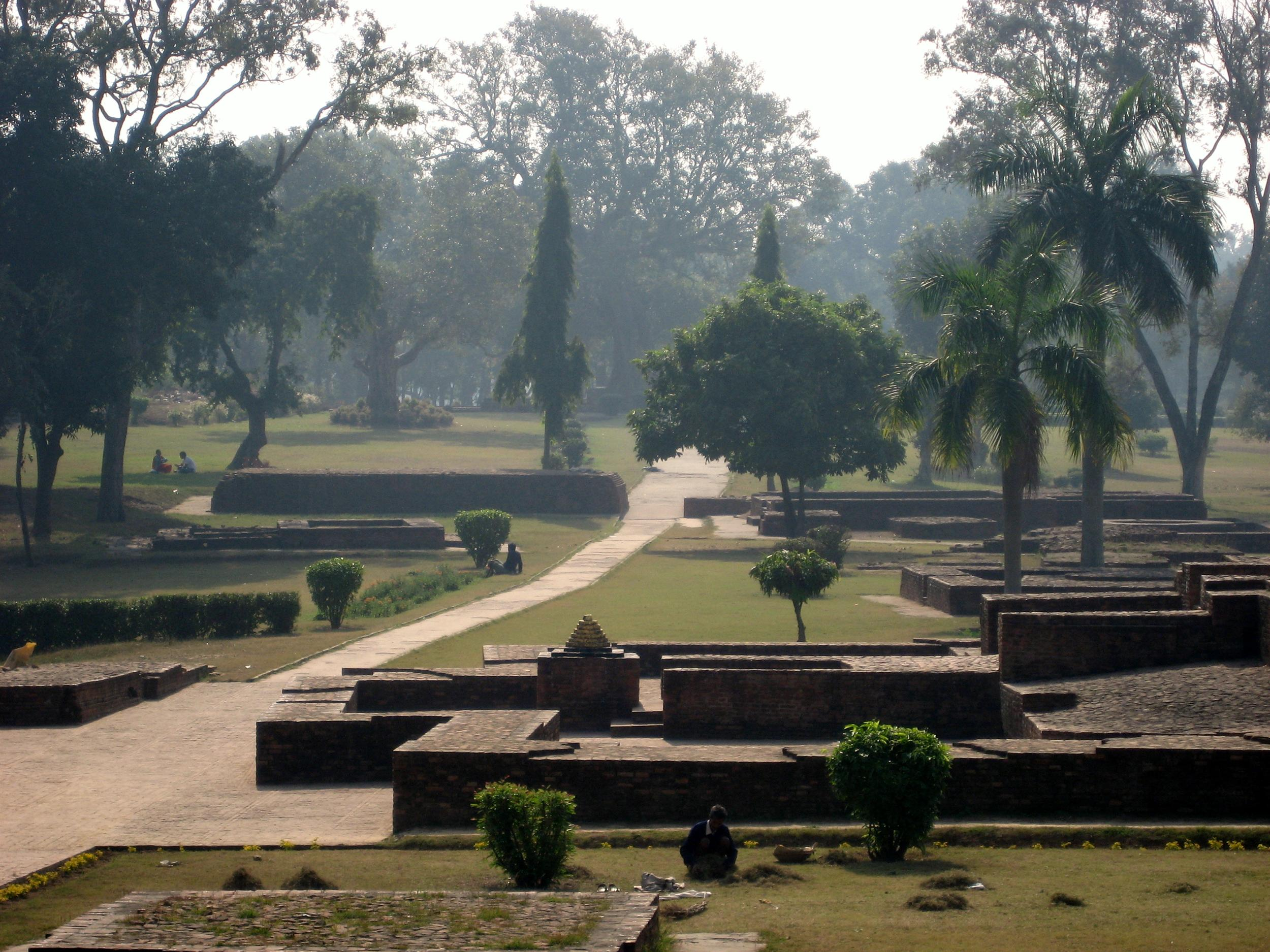
Остатки зданий.
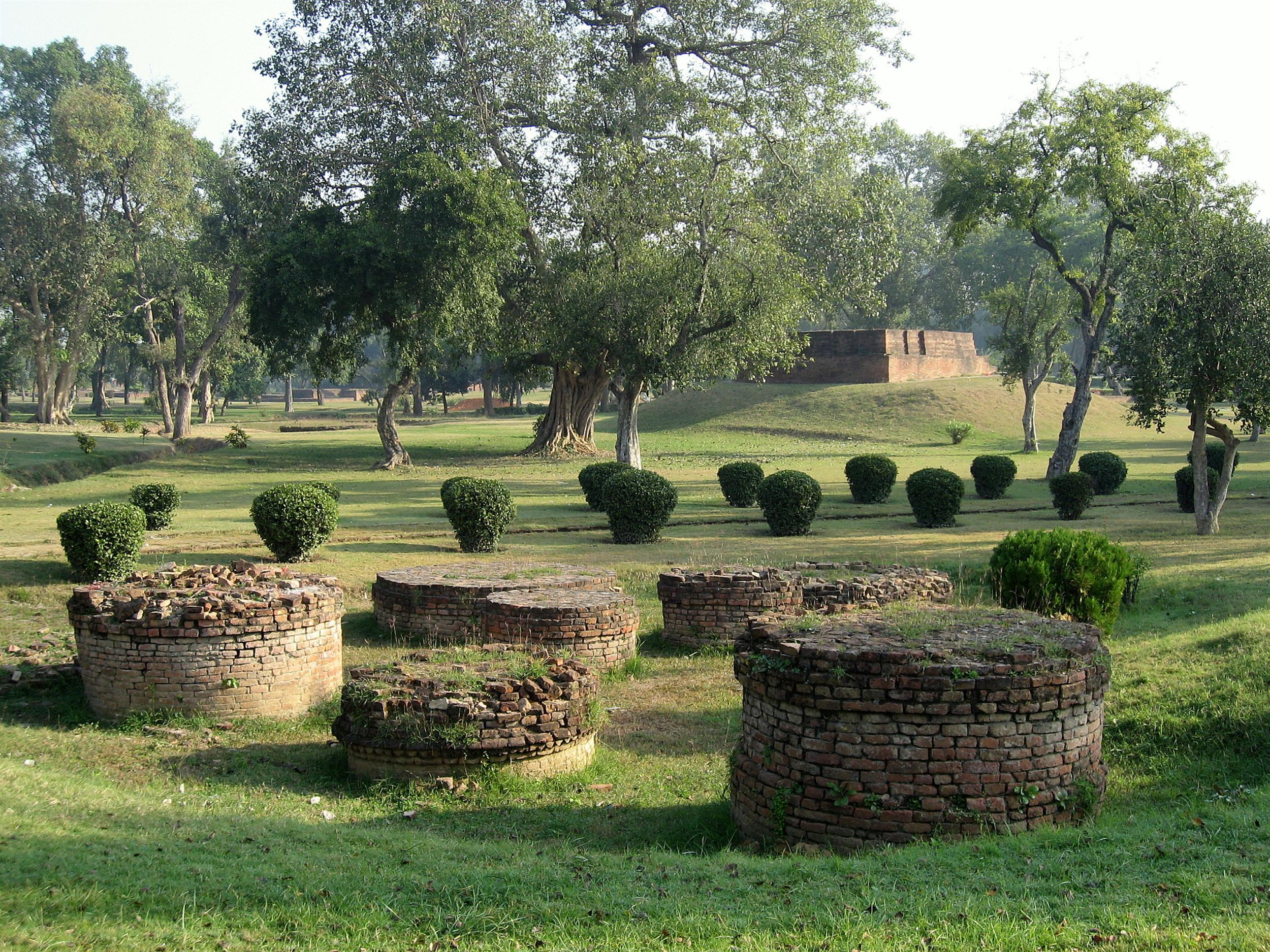
Остатки нескольких маленьких ступ.
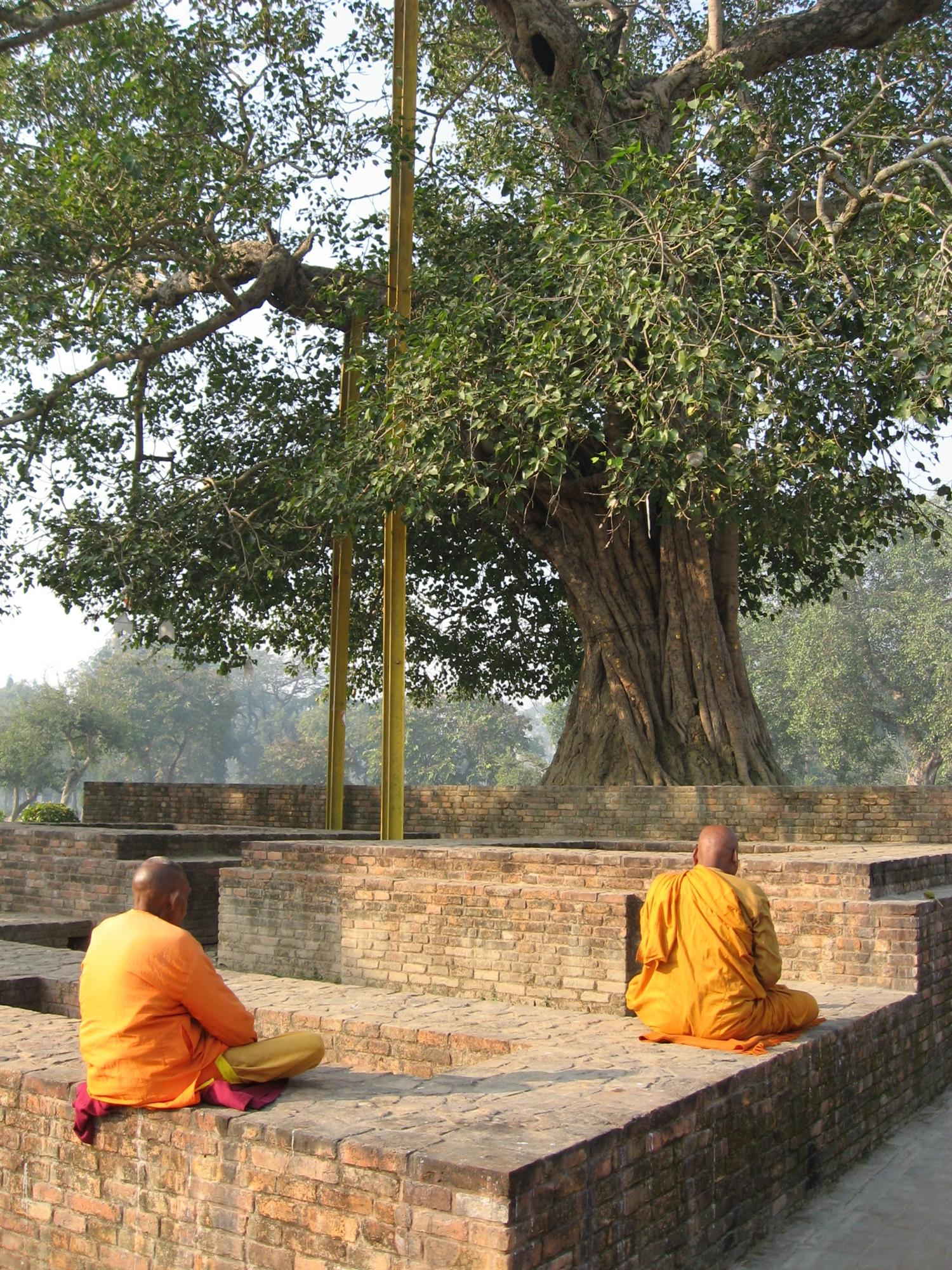
Буддийские монахи медитируют под деревом Анандабодхи.